# Équilibre parfait en sous-jeux
En théorie des jeux, un équilibre parfait en sous-jeux (ou équilibre de Nash parfait en sous-jeux) est un raffinement conceptuel d'un équilibre de Nash utilisé dans les jeux séquentiels. Un équilibre parfait sous-jeu est atteint lorsqu'aucun joueur ne peut améliorer son résultat en changeant unilatéralement sa stratégie, en tenant compte des choix anticipés des autres joueurs à chaque étape. Cela signifie que chaque joueur estime correctement les réactions possibles des autres joueurs et choisit la meilleure réponse possible en conséquence.
L'induction à rebours est une méthode courante pour déterminer les équilibres parfaits par sous-jeux dans le cas d'un jeu fini (lorsque l'ensemble des stratégies de chacun des joueurs est fini). Le premier joueur considère la dernière étape du jeu et détermine comment le dernier joueur maximisera son utilité dans chaque cas possible. Le premier joueur suppose alors que le dernier joueur jouera de la manière en question, et considère l'avant-dernier à jouer, qui choisira également l'action permettant de maximiser son utilité. On continue de proche en proche jusqu'à ce que le premier joueur détermine la meilleure action pour maximiser son utilité à son tour. Les stratégies qui en découlent constituent l'ensemble des équilibres parfaits par sous-jeux pour les jeux extensifs finis à information parfaite. Cependant, l'induction à rebours ne peut pas être appliquée aux jeux à information imparfaite ou incomplète.